# Гхош, Шанкар
Шанкар Гхош (англ. Shankar Ghosh; 10 октября 1935 – 22 января 2016) — индийский музыкант, игравший на табле. Лауреат премии Академии Сангит Натак за достижения в области инструментальной музыки
и премии Банга Вибхушан от правительства Западной Бенгалии.

## Биография
Родился в Калькутте. 
Ранее в его семье не было музыкантов. Музыка разрешалась как хобби, но не рассматривалась  как основная профессия. Поэтому его решение изучать игру на табле было воспринято резко отрицательно.
Шанкар начал брать уроки игры у Гьяна Пракаша Гхоша в 1953 году.
Другими его учителями были Анатх Натх Гхош из Бенгалии, Устад Фероз Хан и Судхаршан Адхикари из Лакхнау.
В те годы он часто выступал в качестве аккомпаниатора у музыкантов Рави Шанкара, Никхила Банерджи, Вилаята Хана, Али Акбара Хана и вокалистов Баде Гхулама Али Хана, Омкарнатха Тхакура, Винаякрао Патвардхана, Гириджи Деви и Акхтраи Бай.
После гастролей по США вместе с Али Акбаром Ханом Шанкар присоединился к его музыкальному колледжу в Калифорнии, где преподавал игру на ударных в начале 1960-х и с 1968 по 1972 год. Он вернулся в Калькутту, чтобы его сын воспитывался в традициях бенгальской культуры.
После возвращения на родину он выступал соло или дуэтом со своими учениками, которых у него было более 200.
Наиболее известные из них Аруп Чаттерджи, Танмой Бос и Паримал Чакраборти.
Шанкар также регулярно принимал участие во Всеиндийской музыкальной конференции, фестивалях Тансен и Садаранг и гастролировал в разных странах.
В конце 1970-х он создал Барабанный оркестр Калькутты, состоящий только из ударных инструментов, с которым он в 1982 году выступил на закрытии Азиатских игр в Нью-Дели.
Помимо индийских он работал с зарубежными группами, например Grateful Dead, и исполнителями, как джазовый музыкант Джон Хэнди, Грег Эллис, Пит Локетт и Джон Бергамо.
Перенёс операцию по ангиопластике 14 декабря 2015 года, после чего его состояние ухудшилось. Он провёл в коме 40 дней и скончался 22 января. У него остались жена Санджукта, сын Бикрам, невестка Джайя и двое внуков.